# Caixa registradora

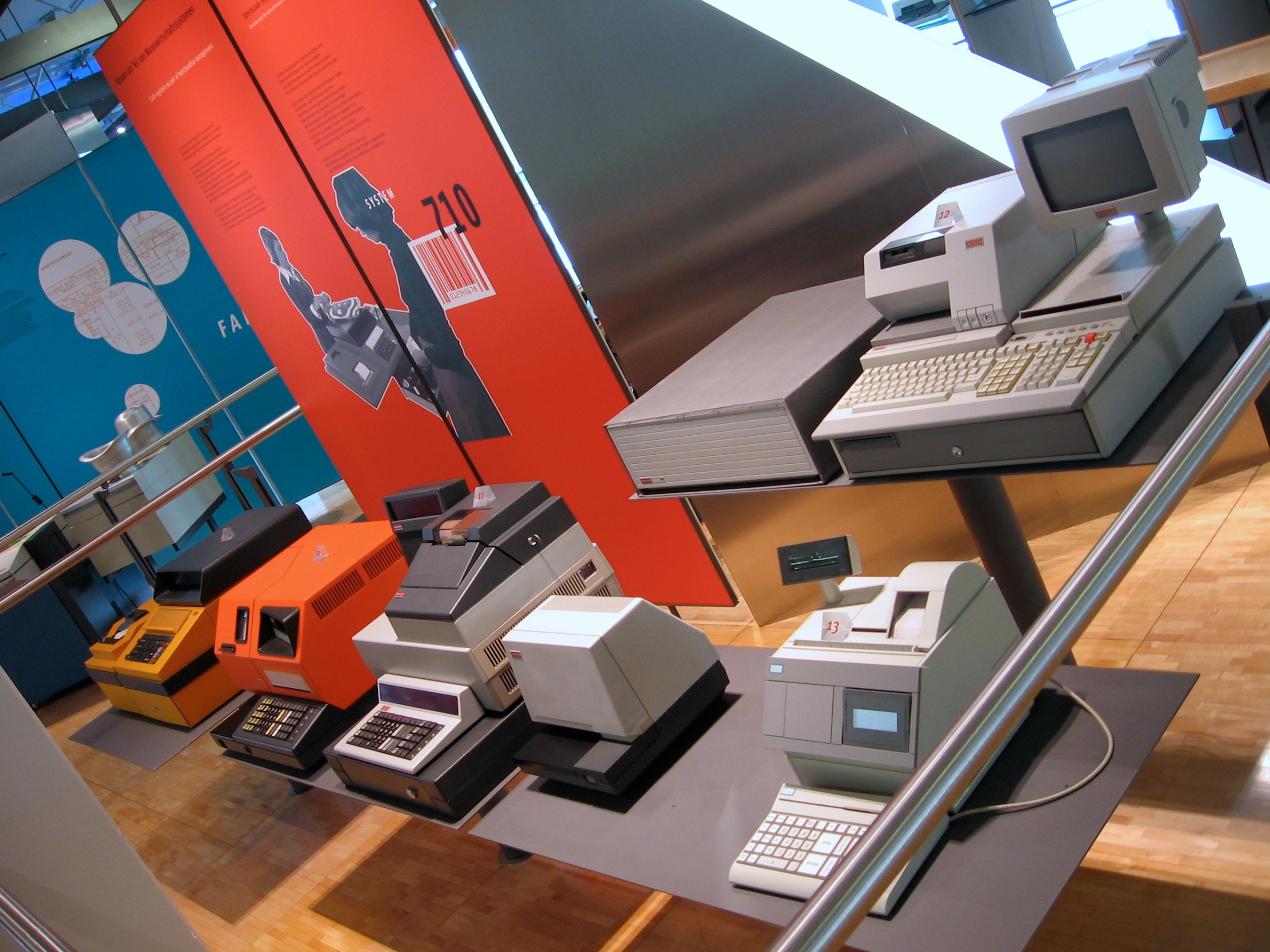
Diferentes modelos de caixas registradoras.

Uma caixa registradora (português brasileiro) ou caixa registadora (português europeu), ou simplesmente caixa (s.m.), é um dispositivo mecânico ou eletrônico que serve para calcular e registrar transações de venda, e possui uma gaveta para armazenar o dinheiro. Além de manter um registro das transações (num rolo interno de fita de papel, mesmo em modelos eletrônicos) a caixa registradora geralmente também imprime um recibo para o consumidor.

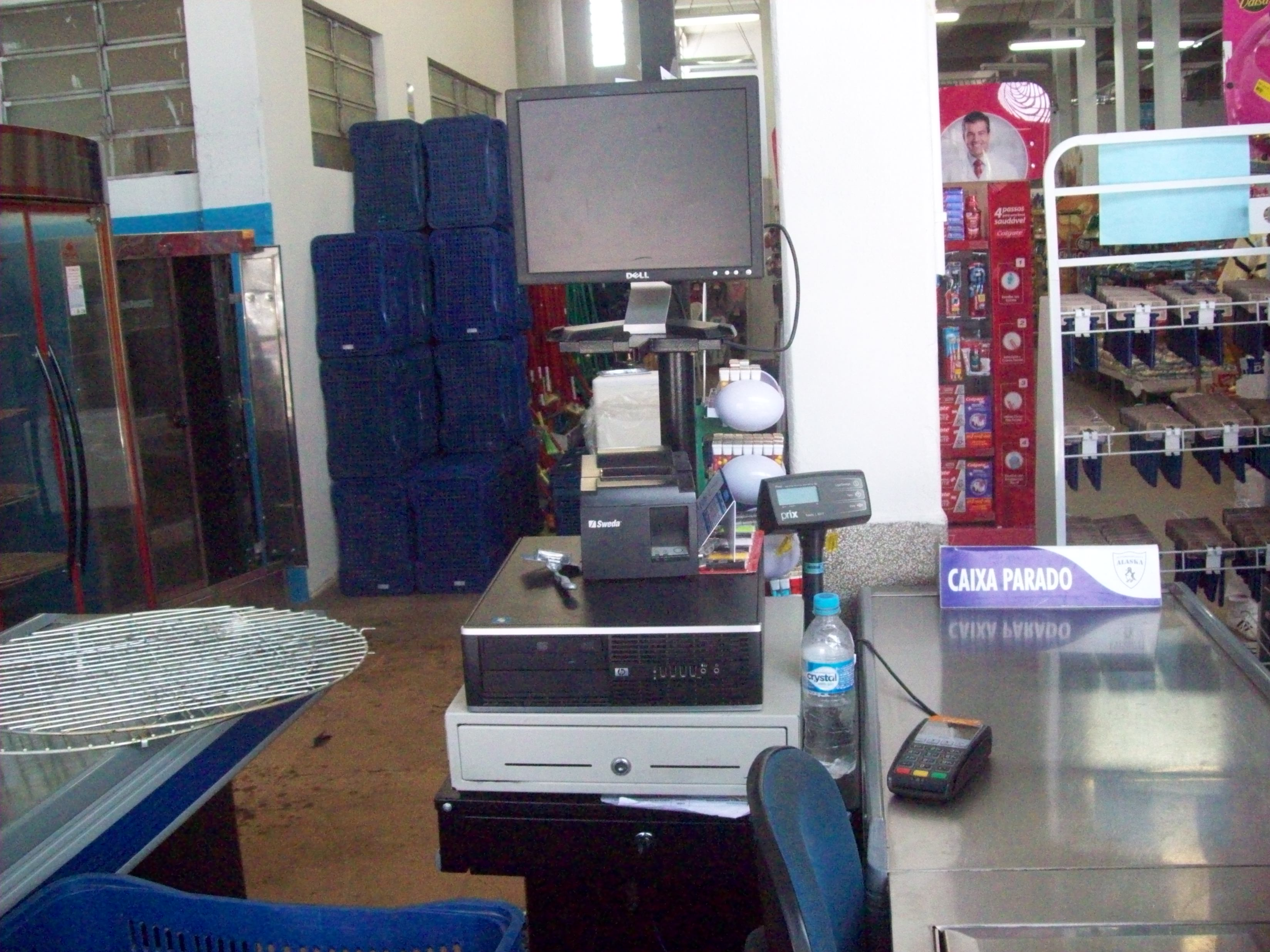
Atuais Caixas Registradoras como em Machado (MG)

Na maioria dos casos, a gaveta só pode ser aberta depois de uma venda, exceto quando se usam chaves especiais, as quais só o gerente ou funcionários graduados possuem. Isso reduz o risco dos empregados roubarem do dono da loja – não registrando uma venda e embolsando o dinheiro quando um cliente não precisa de recibo – porque precisam dar o troco. (O dinheiro é mais facilmente fiscalizado em relação às vendas registradas do que o inventário.)
Na verdade, a caixa registradora foi primeiramente inventada com o propósito de eliminar o desvio de dinheiro por parte dos empregados, ou apropriação indébita, e seu nome original era a caixa incorruptível. Também foi sugerido que preços com final estranho surgiram porque, ao se cobrar quantidades como 49 ou 99 centavos, o operador da caixa (também chamado caixa) muito provavelmente teria de abrir a gaveta para dar o troco de 1 centavo e, assim, registrar a venda.

## História
A primeira caixa registradora foi inventada por James Ritty, depois da Guerra de Secessão. Ele era dono de um saloon em Dayton, Ohio, e queria impedir os empregados de furtar seu lucro. Ele inventou a Ritty Model I em 1879, depois de ver uma ferramenta que contava as rotações da hélice de um navio a vapor. Com a ajuda de John Ritty, seu irmão, ele a patenteou em 1883.